# RPG-32
L'RPG-32 "Barkas" rappresenta fino al 2014 la più moderna evoluzione dei missili contro carro russi spalleggiabili.
Gli Rpg, comunque, rimangono un tipo di razzo molto semplice da utilizzare e relativamente economico.
È il successore dell'RPG-29.

## Descrizione
L'RPG-32 è costituito da un corto tubo di lancio riutilizzabile con impugnature e sistemi di mira.
I colpi vengono immessi dall'estremità posteriore prima del lancio.

## Utilizzatori
- Russia
- Messico
- Brasile
- Giordania
- Libano